# Modesto Lara
Modesto Lara Arias (ur. 29 października 1973) – dominikański judoka. Olimpijczyk z Aten 2004, gdzie odpadł w eliminacjach w wadze ekstralekkiej.
Uczestnik mistrzostw świata w 2003 i 2005. Startował w Pucharze Świata w 2010. Wicemistrz igrzysk panamerykańskich w 2003. Zdobył dwa medale igrzysk Ameryki Środkowej i Karaibów, a także cztery medale mistrzostw panamerykańskich w latach 2002 - 2005.

## Letnie Igrzyska Olimpijskie 2004
| Konkurencja | Eliminacje              | Repasaże                  | Klas. końcowa |
| Konkurencja | Przeciwnik I            | Przeciwnik I              | Miejsce       |
| ----------- | ----------------------- | ------------------------- | ------------- |
| 60 kg       | Tadahiro Nomura (JPN) P | Oliver Gussenberg (GER) P | 2 runda       |